# Andrés Pardo Tovar
Andrés Pardo Tovar (Bogotá, 5 de marzo de 1911-Bogotá, 31 de agosto de 1972) fue un abogado, politólogo, sociólogo, musicólogo, escritor, académico y folclorista colombiano. Es considerado como uno de los intelectuales más importantes de la historia de la música y la radio en Colombia.
Pardo Tovar estudió derecho, ciencias sociales y políticas. Trabajó en Chile, donde publicó en la Revista Musical Chilena y trabajó en el desarrollo musical del Cono Sur. Organizó una conferencia de etnomusicología en Cartagena para el Consejo Interamericano.
En 1959 fue nombrado director del Centro de Estudios Folclóricos y Musicales (CEDEFIM) en la Universidad Nacional de Colombia. Enseñó en el Conservatorio Nacional y en la Facultad de Educación y Ciencia de la Universidad y dictó cursos de sociología. Desde 1969 fue director de Radio Nacional hasta su muerte, en 1972.
Pardo ha publicado sobre los pintores colombianos del siglo XX, el novelista Rómulo Gallegos y Tomás Carasquilla y el poeta Vicente Espinel. Su obra principal, La cultura musical en Colombia apareció en 1966 en el marco de la Historia Extensa de Colombia en Bogotá. Entre los estudiantes se encuentran, entre otros, Adolfo Mejía Navarro, Jacqueline Nova Sondag, Blas Emilio Atehortúa y Gustavo Escobar Larrazábal.

## Familia

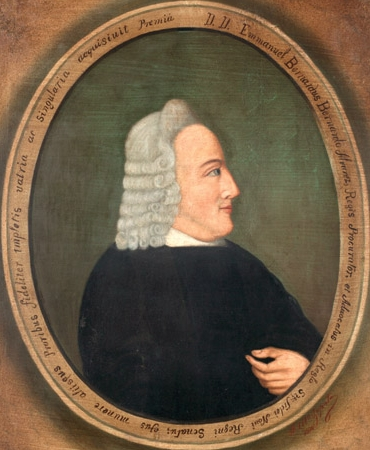
Su tatarabuelo, Manuel de Bernardo Álvarez del Casal.

Andrés Pardo Tovar era miembro de la aristocracia colombiana, siendo sus padres Andrés Pardo Cordovez y Josefina Tovar Escallón.
Su padre era hijo del médico Andrés María Pardo Álvarez, primer rector de la Universidad del Rosario en ser médico y cuya residencia pasó a convertirse en la Casa de Nariño, sede del poder ejecutivo en Colombia. Andrés era hijo a su vez del prócer de la independencia Juan María Pardo, quien estaba casado con María Tadea Álvarez Lozano, hija a su vez del expresidente Manuel de Bernardo Álvarez del Casal, prima del prócer y expresidente Antonio Nariño y Álvarez, de José María Vergara Lozano y de Antonio Ricaurte Lozano, estos dos últimos por ser sobrina de Jorge Tadeo Lozano y nieta de los marqueses de San Jorge, Jorge Miguel Lozano y Tadea González Manrique.
Por otra parte, su madre era sobrina tataranieta de las hermanas Nicolasa y Bernardina Ibáñez, de quien provienen las familias Michelsen y Caro, respectivamente. Ese parentesco convierte a Andrés en pariente lejano del expresidente Miguel Antonio Caro, cuñado del expresidente Carlos Holguín Mallarino, por un lado, y del expresidente Alfonso López Michelsen, por el otro lado.
Su abuelo era padre de Ana Pardo Cordovez, casada con el exalcalde de Bogotá, Manuel María Mallarino Isaacs, nieto del expresidente Manuel María Mallarino (quien a su vez era tío de los hermanos Carlos y Jorge Holguín Mallarino), por lo que Andrés era primo del escritor y hacendado Antonio Mallarino Pardo. Así mismo era sobrino nieto del escritor José María Cordovez Moure, sobrino a su vez del chileno  Gregorio Cordovez.

### Matrimonio y descendencia
Andrés se casó con Soledad Valencia Zamorano con quien tuvo a sus hijas Josefina, Margarita y María Teresa Pardo Valencia. Su esposa era hermana del músico y compositor Antonio María Valencia, su socio musical y amigo entrañable.

## Obras
- El folclore en la obra de Tomás Carrasquilla, 193?
- Rómulo Gallegos : novelista de América, 1944 (?)
- Voces y cantos de América [dos ensayos literarios y cuatro paralelos críticos], Bogotá 1945
- Iberoamérica en su música, a propósito del segundo Festival de Caracas, Montevideo 1958
- Antonio M. Valencia, artista integral, Cali 1958
- Los cantares tradicionales del Baudó, Bogotá 1960
- El clave bien temperado de Juan Sebastián Bach; notas explicativas, 1961
- A. Pardo Tovar, Jesús Pinzón Urrea: Rítmica y melódica del folclor Chocoano, Bogotá 1961 (Texto completo en la Biblioteca Virtual Luis Ángel Arango)
- Perfil y semblanza de Vicente Espinel, Santiago de Chile 1962
- A. Pardo Tovar, Jesús Bermúdez Silva: La guitarrería popular de Chiquinquirá, Bogotá 1963 (Texto completo en la Biblioteca Virtual Luis Ángel Arango)
- La cultura musical en Colombia, Bogotá 1966
- La poesía popular colombiana y sus orígenes españoles, Bogotá 1966
- Santiago Sebastían, Carlos Arbeláez Camacho, A. Pardo Tovar: Las artes en Colombia, Bogotá 1967
- A. Pardo Tovar, Jesús Pinzón Urrea; O Nunez Navas: Antología musical de Colombia, 1968
- Boyacá en la Independencia, Bogotá 1969
- Carlos Arturo Torres, A. Pardo Tovar: Idola fori, 1969
- Historia de la Filosofía y Filosofía de la Historia, Bogotá 1970